# Аннапурна III
Аннапурна III (неп. अन्नपूर्ण III, англ. Annapurna III) — гора в Азії, висотою — 7555 метрів, у гірського масиву Аннапурна в Гімалаях на території зони Ґандакі у Непалі.

## Географія
Третя за висотою гора гірського масиву Аннапурна. Вершина розташована практично у центральній частині цього масиву, між горами Гангапурна (7455 м) — на північному заході та Аннапурна IV (7525 м) на південному сході, в північно-західній частині зони Ґандакі, на півночі Західного регіону у Непалі, за 42 км на південний захід від кордону з Китаєм, за 17 км на схід від Аннапурни I (8091 м), за 294 км на захід — північний-захід від гори Еверест (8848 м) та за 162 км на північний-захід від столиці Непалу — Катманду.
Абсолютна висота вершини 7555 метрів над рівнем моря. За цим показником вона займає 42-ге місце у світі. Відносна висота — 703 м з найвищим сідлом 6852 м. Топографічна ізоляція вершини відносно найближчої вищої гори Аннапурни II (7937 м) — становить 13,48 км.

## Назва

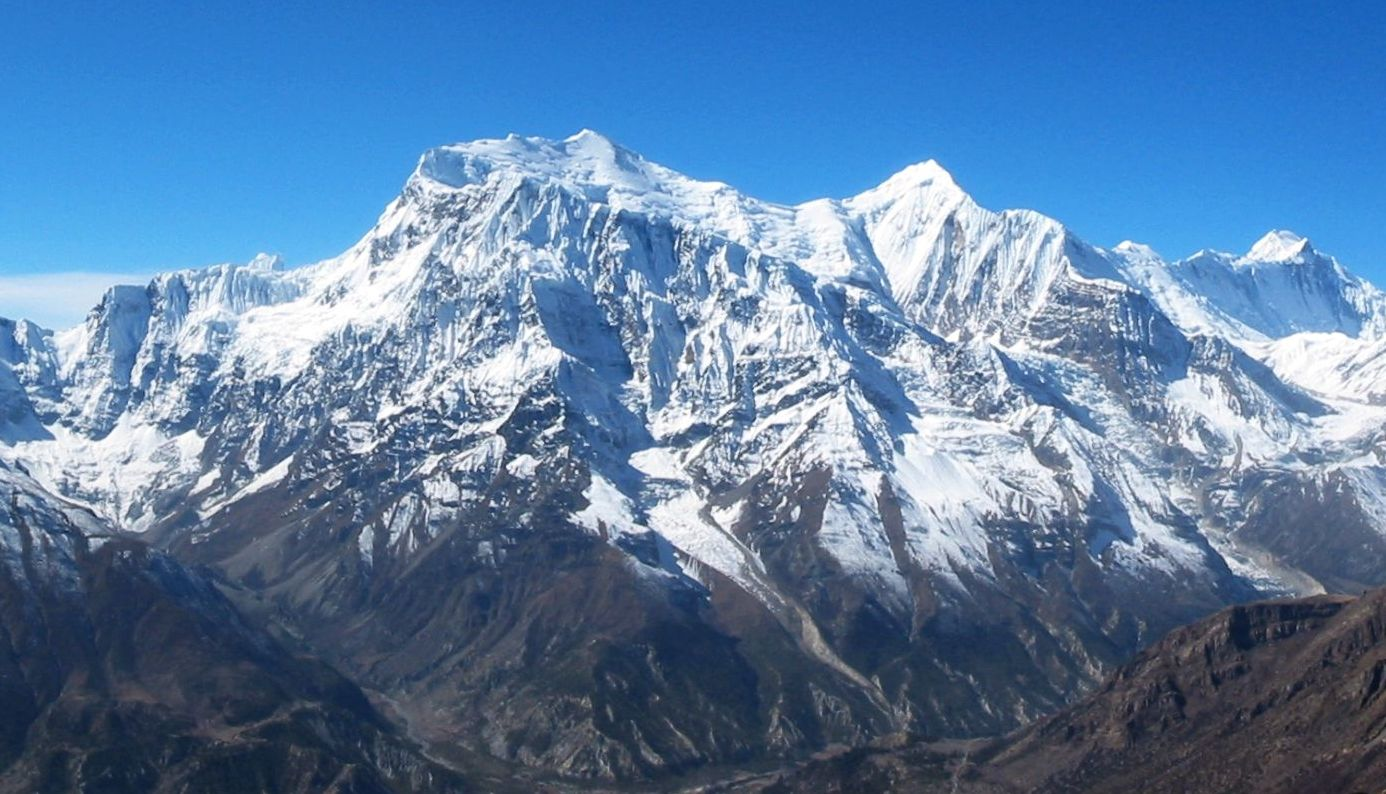
Аннапурна III (в центрі), Гангапурна (праворуч)

Аннапурна — це санскритське ім'я, яке буквально означає «повна їжі», але, як правило, перекладається як «богиня жнив», «богиня врожаю» або «богиня багатства».

## Сходження
Перше сходження на Аннапурну III відбулося в рамках експедиції індійської армії на чолі з капітаном Мохан Сінгх Колі. Після невдалої, першої спроби індійської експедиції на гору Еверест, індійський фонд альпінізму вирішив підтримати три експедиції в 1961 році. Одна з цілей цієї експедиції було сходження на нескорену висоту 7555 м вершини Аннапурна III з Мананґу по північно-східній стіні. 6 травня 1961 року члени експедиції Мохан Сінгх Колі, Сонам Ґьяцо та Сонам Ґірмі нарешті піднялися на цю вершину.
1970 року вперше підкорила Аннапурну III японська суто жіноча альпіністська команда.
6 листопада 2021 року команда українських альпіністів у складі Микити Балабанова, В'ячеслава Полежайко, Михайла Фоміна піднялися на вершину Аннапурни III по південно східному гребеню. До них цей гребінь залишався одним з останніх невирішених завдань альпінізму в Гімалаях. Маршрут це 2800-3000 метрів майже вертикальної стіни. Підйом проходив у поганих погодних умовах за сильного вітру, а штурмовий вихід зайняв у хлопців 10 днів. Вже 9 листопада альпіністи успішно повернулися у Катманду. Це була їхня друга спроба пройти цей грандіозний маршрут: першу довелося перервати у 2019 на позначці близько 6 350 м.